# Walter Kämpf

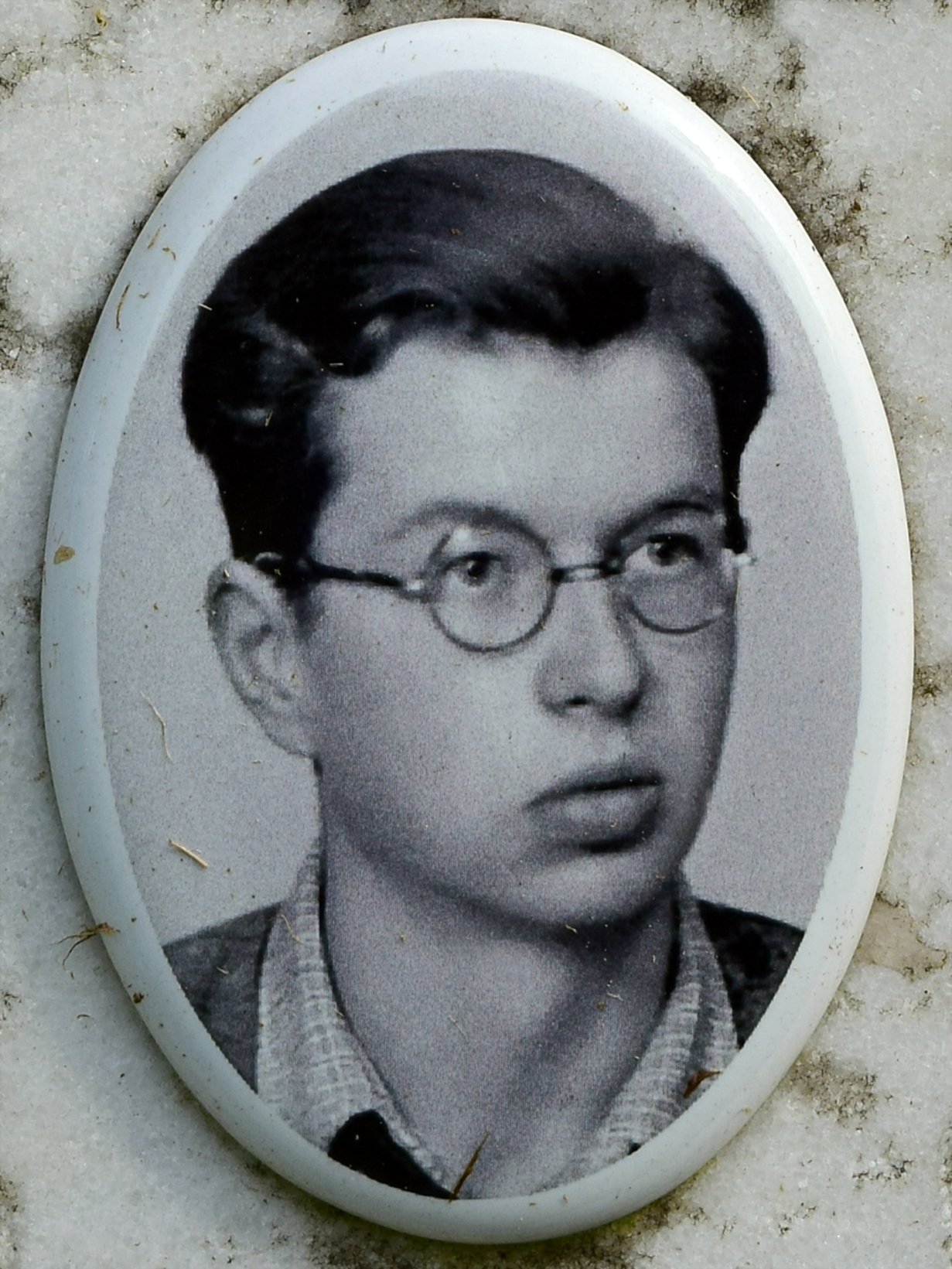
Bild vom Grabstein auf dem Wiener Zentralfriedhof, Gruppe 40

Walter Kämpf (geboren am 12. September 1920 in Wien; gestorben am 2. November 1943 ebenda) war ein österreichischer Schüler, Soldat und Widerstandskämpfer gegen den Nationalsozialismus. Er wurde von der NS-Militärjustiz zum Tode verurteilt und im Alter von 23 Jahren im Wiener Landesgericht geköpft.

## Leben
Kämpf war Schüler der Bundeslehr- und Versuchsanstalt für chemische Industrie in Wien, von der er 1936 wegen seiner Betätigung im Kommunistischen Jugendverband (KJVÖ) ausgeschlossen wurde. Später konnte Kämpf wieder den Unterricht aufnehmen, 1938/39 absolvierte er den 4. Jahrgang mit ausgezeichneten Noten.
Nach dem Anschluss Österreichs 1938 gehörte er – gemeinsam mit Elfriede Hartmann, Friedrich Mastny, Franz Reingruber u. a. – der KJVÖ-Gruppe „Der Soldatenrat“ an und war maßgeblich an der Herstellung illegaler Zeitungen, Streuzettel und Flugblätter beteiligt. Auf Kämpfs chemisches Wissen aufbauend befasste sich die Gruppe auch mit der Herstellung von sogenannten „Brandplättchen“, die für Sabotageanschläge gedacht waren. Kämpf wurde zur deutschen Wehrmacht einberufen und war bei seiner Verhaftung – nach dem Verrat von Spitzeln der Gestapo – Luftwaffenobergefreiter. Er wurde in Gestapo-Haft gefoltert.

## Zitat

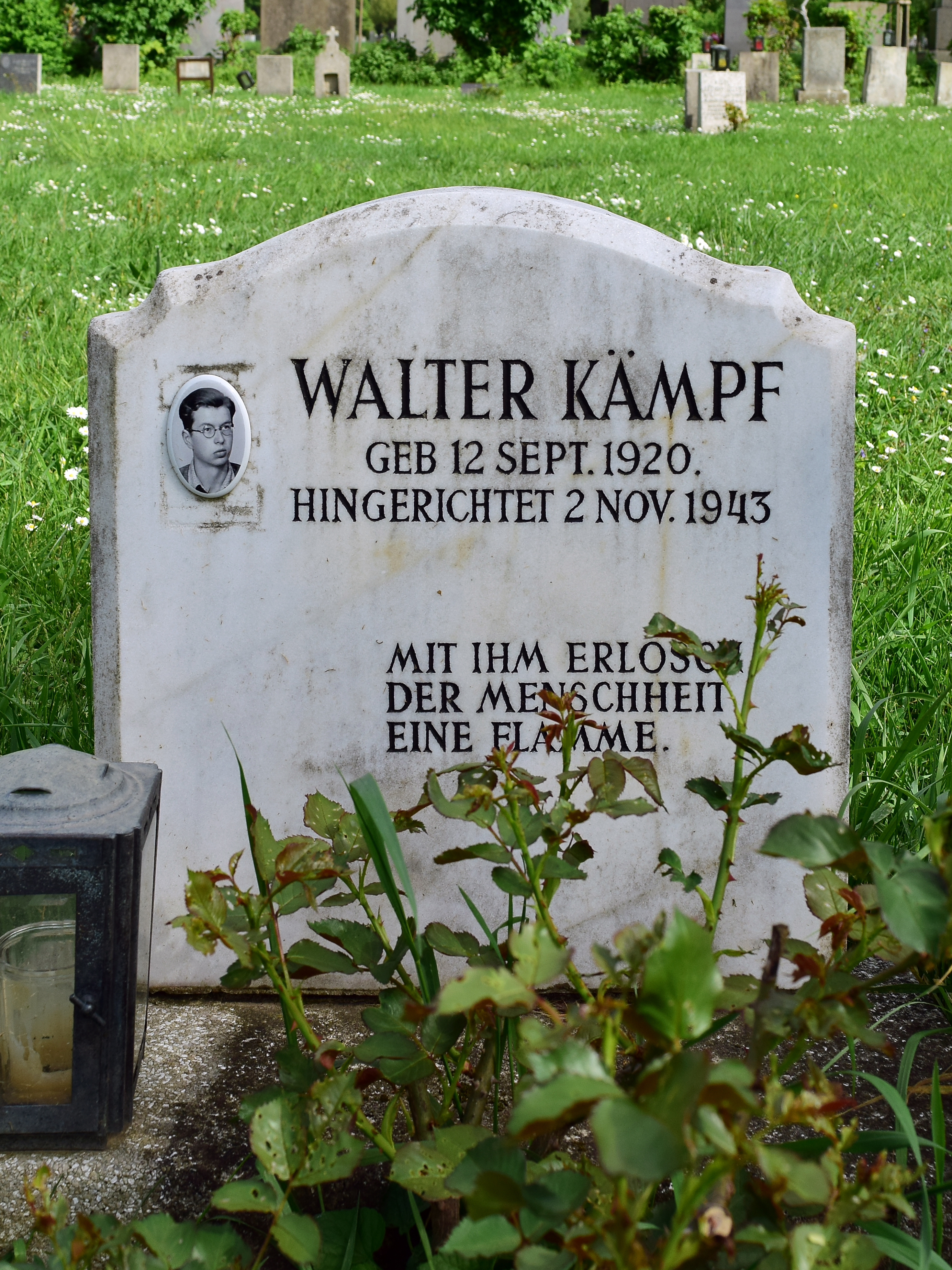
Grab von Walter Kämpf in Gruppe 40 im Wiener Zentralfriedhof

„Die Spitzel sind 'Herta – Olga – Gretl – Sonja', wohnt im 14. Bez. in der Selzergasse Nr.? bei Glaser oder Gläser. Dieser ist ihr Freund – Spitzel 'Ossi'. Weiters Brüder Kutni, Ziegelofengasse 25, deren Schwester Hermine und 'Kahane' – Hertas Bruder? Diese verrieten unter anderem auch Fredis Bruder. Auch über mich und meine Freunde (auch 9. Bezirk) ist daher auch alles restlos bekannt. (…) Warnt Parteigenossen vor Spitzeln, die ich nannte. Sitzen alle in Parteileitung (Jugend war rein) und lassen jedes neue Z.K. hochgehen, zum Teil alte Funktionäre, die sich von der Gestapo ihr Leben erkaufen. (…) Gestapo bringt jeden mit mittelalterlichen Foltern zum Speiben. (…) Regierungsrat Höfler schlug mich viel und ließ mich auf Händen aufhängen. In Fritzl (hat nur eine kranke Niere) ließ er 8 Liter Wasser hineingießen, dann drohte er mit weiteren 5 Litern, führte (ihn) auf die Liesl und zeigte ihm durchs Guckerl seine Mutter, die erst nach seinem Geständnis freigeht. Da spie er Abziehapparat. (…) und musste wirklich alles speiben bis auf Pospischil, über den außer mir niemand wusste.“

## Gedenken
Sein Name findet sich auf der Gedenktafel im ehemaligen Hinrichtungsraum des Wiener Landesgerichts. Er wurde in Gruppe 40 auf dem Wiener Zentralfriedhof bestattet.